# ستيوارت غراي (لاعب كرة قدم)
ستيوارت غراي (بالإنجليزية: Stuart Gray)‏ (18 ديسمبر 1973 بهاروغيت في المملكة المتحدة - يناير 2024) هو لاعب كرة قدم بريطاني في مركز الظهير. شارك مع منتخب اسكتلندا تحت 21 سنة لكرة القدم. أما مع النوادي، فقد لعب مع أكسفورد يونايتد وروشدين ودايموندز ونادي بورنموث ونادي ريدنغ ونادي سلتيك ونادي جيزيلي ‏ وفليتوود تاون ونادي غرينوك مورتون.

## وصلات خارجية
- ستيوارت غراي على موقع IMDb (الإنجليزية)
- ستيوارت غراي على موقع قاعدة بيانات كرة القدم.إي يو (الإنجليزية)
- ستيوارت غراي على موقع Soccerbase.com (لاعب) (الإنجليزية)